# Râul Șipotu, Gilort
Râul Șipotu este un afluent al râului Gilort. 

## Hărți
- Harta Munților Parâng [nefuncțională – arhivă]